# Ginuwine

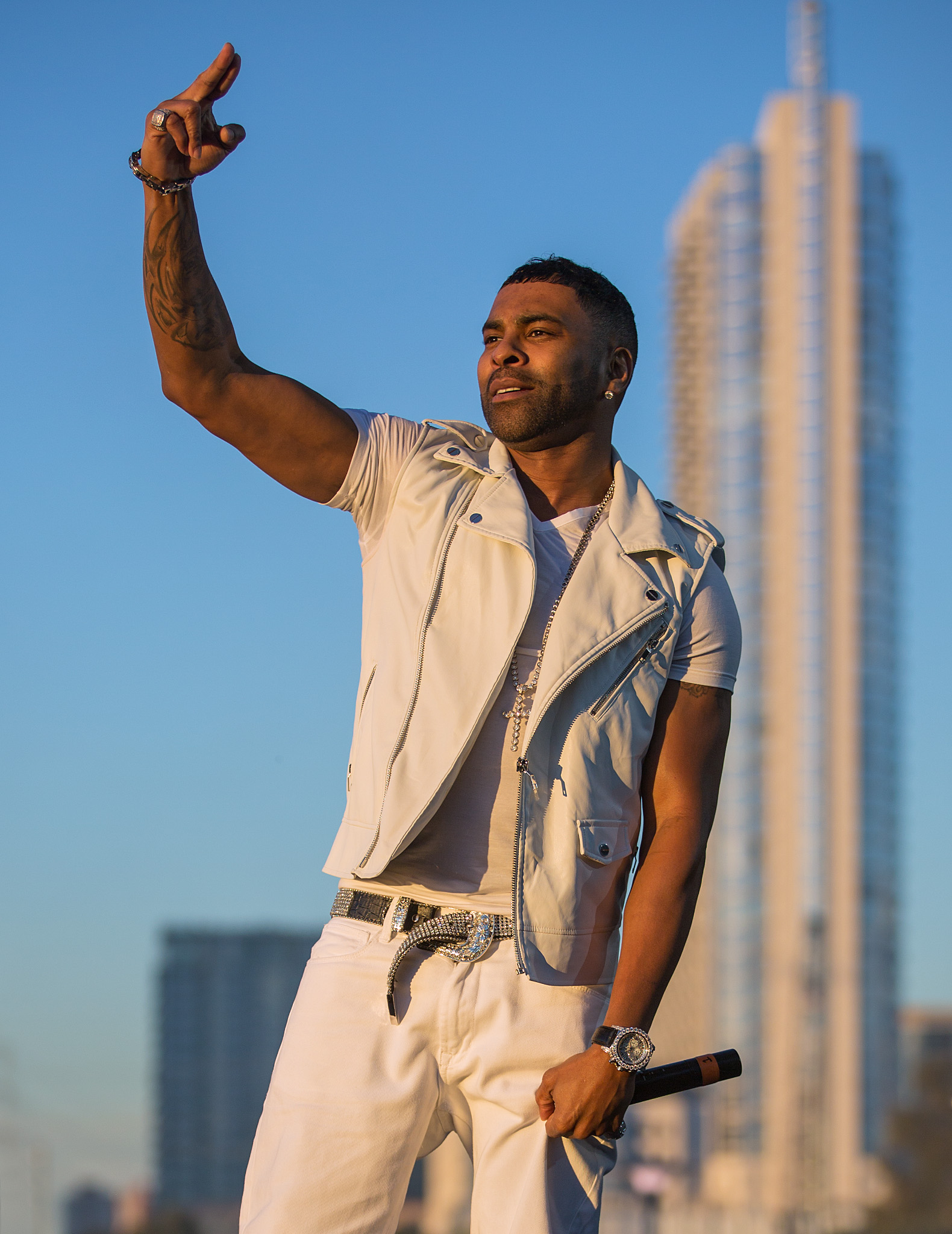
Ginuwine performing at Fun Fun Fun Fest in Austin, Texas, 2014-11-07.

Ginuwine é um cantor de R&B dos EUA que já lançou álbuns pela Epic Records.